# Český lev/Beste Kamera
Český lev: Beste Kamera

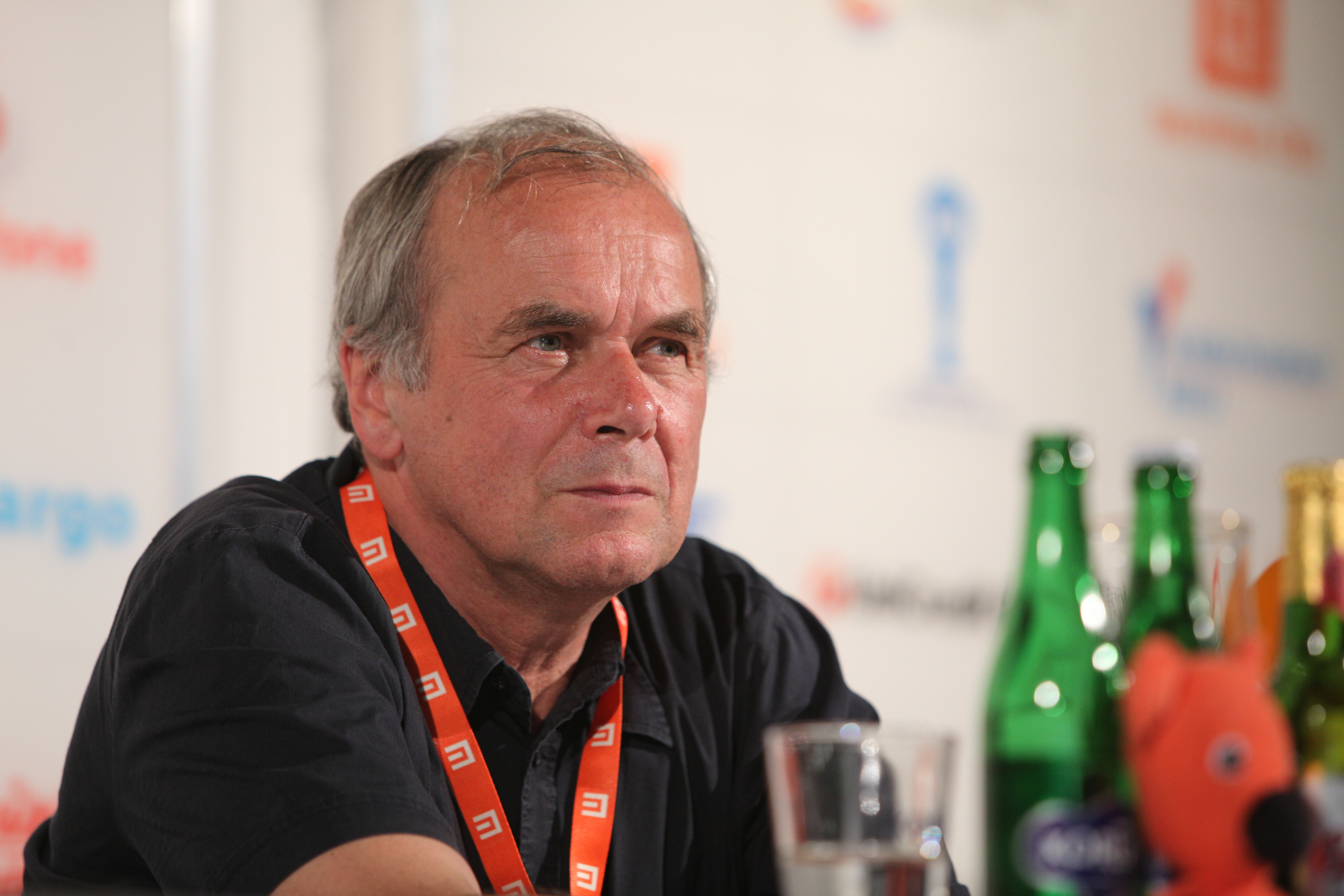
Vladimír Smutný wurde achtmal ausgezeichnet (Foto von 2010)

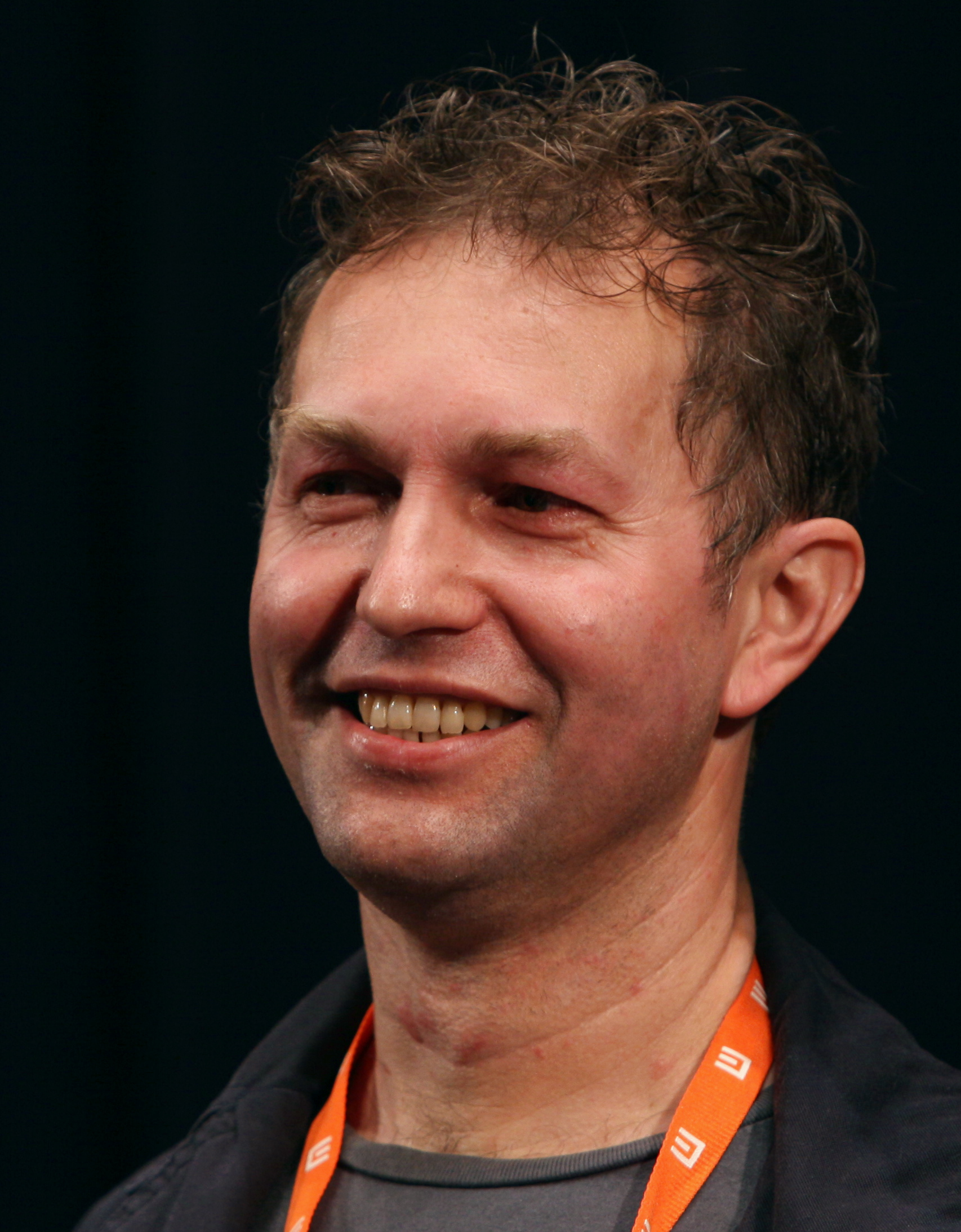
Martin Štrba wurde viermal ausgezeichnet (Foto von 2009)

Gewinner des tschechischen Filmpreises Český lev in der Kategorie Beste Kamera (nejlepší kamera). Die Tschechische Filmakademie (České filmové a televizní akademie) vergab den Preis erstmals am 25. Februar 1994 und vergibt ihn seitdem jährlich.
| Statistik                         | Name              | Anzahl | Jahr                                                                                               |
| --------------------------------- | ----------------- | ------ | -------------------------------------------------------------------------------------------------- |
| Häufigste Auszeichnungen          | Vladimír Smutný   | 8      | 1997, 2001, 2003, 2004, 2008, 2011, 2017, 2019                                                     |
| Häufigste Auszeichnungen          | Martin Štrba      | 4      | 1998, 2013, 2016, 2020                                                                             |
| Häufigste Nominierungen           | Martin Štrba      | 18     | 1996, 1998 (2×), 1999, 2000, 2003, 2010, 2011, 2012, 2013 (2×), 2014, 2016, 2017, 2018, 2019, 2020 |
| Häufigste Nominierungen           | Vladimír Smutný   | 13     | 1996, 1997, 2001, 2003, 2004, 2007, 2008, 2010, 2011, 2014, 2017, 2018, 2019                       |
| Häufigste Nominierungen ohne Sieg | Jan Malíř         | 4      | 2004, 2006, 2011, 2012                                                                             |
| Häufigste Nominierungen ohne Sieg | Lukáš Milota      | 4      | 2012, 2018, 2019, 2021                                                                             |
| Häufigste Nominierungen ohne Sieg | Alexander Šurkala | 4      | 2010, 2015, 2016, 2020                                                                             |

## Preisträger und Nominierungen ab dem Jahr 1993
1993 (Verleihung am 25. Februar 1994)
Jaroslav Brabec – Krvavý román

1994 (Verleihung am 3. März 1995)
F. A. Brabec – Die Fahrt (Jízda)
F. A. Brabec – Akkumulator 1
Jiří Macák – Pevnost
Emil Sirotek – Řád
Marek Jícha – Žiletky

1995 (Verleihung am 2. März 1996)
Juraj Šajmovič – Golet v údolí
Martin Štrba – Der Garten (Záhrada)
Petr Hojda – Válka barev

1996 (Verleihung am 1. März 1997)
F. A. Brabec – Král Ubu
Štěpán Kučera – Marian
Vladimír Smutný – Kolya (Kolja)

1997 (Verleihung am 28. Februar 1998)
Vladimír Smutný – Lea
Jaromír Kačer – Der Weg durch die düsteren Wälder (Cesta pustým lesem)
Ján Ďuriš – Nejasná zpráva o konci světa

1998 (Verleihung am 28. Februar 1999)
Martin Štrba – Der Bastard muss sterben (Je třeba zabít Sekala)
Igor Luther – Das Bett (Postel)
Martin Štrba – Rivers of Babylon

1999 (Verleihung am 4. März 2000)
Martin Čech, Jiří Macák und Jaroslav Brabec – Kuře melancholik
Štěpán Kučera – Die Rückkehr des Idioten (Návrat idiota)
Martin Štrba – Eliška má ráda divočinu

## Preisträger und Nominierungen ab dem Jahr 2000
2000 (Verleihung am 3. März 2001)
F. A. Brabec – Kytice
Martin Štrba – Anděl Exit
Richard Řeřicha – Einzelgänger (Samotáři)

2001 (Verleihung am 2. März 2002)
Vladimír Smutný – Dark Blue World (Tmavomodrý svět)
Martin Štrba – Frühling im Herbst (Babí léto)
Štěpán Kučera – Parallele Welten (Paralelní světy)

2002 (Verleihung am 1. März 2003)
Jaroslav Brabec – Andělská tvář
Miro Gábor – Das Jahr des Teufels (Rok ďábla)
Ramúnas Greičius – Familienausflug mit kleinen Geheimnissen (Výlet)

2003 (Verleihung am 3. März 2004)
Vladimír Smutný – Mazaný Filip
Martin Štrba – Treulose Spiele (Nevěrné hry)
Asen Šopov – Želary

2004 (Verleihung am 5. März 2005)
Vladimír Smutný – König der Diebe
Jan Malíř – Horem pádem
F. A. Brabec – Bolero

2005 (Verleihung am 25. Februar 2006)
Diviš Marek – Die Jahreszeit des Glücks (Štěstí)
Martin Duba – Kousek nebe
Martin Šácha – Sametoví vrazi

2006 (Verleihung am 3. März 2007)
Jaromír Šofr – Ich habe den englischen König bedient (Obsluhoval jsem anglického krále)
Jan Malíř – Kráska v nesnázích
Richard Rericha – Grandhotel

2007 (Verleihung am 1. März 2008)
Ramúnas Greičius – Tajnosti
Diviš Marek – ...und es kommt noch schlimmer (...a bude hůř)
Vladimír Smutný – Leergut (Vratné lahve)

2008 (Verleihung am 7. März 2009)
Vladimír Smutný – Tobruk
F. A. Brabec und Ján Ďuriš – Bathory
Karel Fairaisl – Hlídač č. 47

2009 (Verleihung am 6. März 2010)
Karl Oskarsson – 3 Seasons in Hell (3 sezóny v pekle)
Antonio Riestra – Normal
Miloslav Holman – Protektor

## Preisträger und Nominierungen ab dem Jahr 2010
2010 (Verleihung am 5. März 2011)
Jaromír Kačer – Pouta
Alexander Šurkala – Habermanns Mühle (Habermannův mlýn)
Martin Štrba – Občanský průkaz
Vladimír Smutný – Kooky (Kuky se vrací)
Marek Jicha – Hlava ruce srdce

2011 (Verleihung am 3. März 2012)
Vladimír Smutný – Poupata
Jan Baset Střítežský – Alois Nebel
Antonio Riestra – Lidice
Martin Štrba – Vendeta
Jan Malíř – Odcházení

2012 (Verleihung am 2. März 2013)
Adam Sikora – Ve stínu
Ján Ďuriš – 7 dní hříchů
Diviš Marek – Čtyři slunce
Jan Malíř – Konfident
Lukáš Milota – Odpad město smrt
Martin Štrba – Odpad město smrt

2013 (Verleihung am 22. Februar 2014)
Martin Štrba – Burning Bush – Die Helden von Prag (Hořící keř)
Marek Jícha – Colette
Patrik Hoznauer – Jako nikdy
Martin Štrba – Líbánky
Ferdinand Mazurek – Rozkoš

2014 (Verleihung am 21. Februar 2015)
Štěpán Kučera – Cesta ven
Jan Baset Střítežský – Díra u Hanušovic
Jan Baset Střítežský – Fair Play (2014)
Martin Štrba – Pohádkář
Vladimír Smutný – Tři bratři

2015 (Verleihung am 5. März 2016)
Petr Koblovský – Kobry a užovky
Jan Šťastný – Domácí péče
David Ployhar – Fotograf
Cristian Pirjol – Schmitke
Alexander Šurkala – Ztraceni v Mnichově

2016 (Verleihung am 4. März 2017)
Martin Štrba – Masaryk
Sean Ellis – Anthropoid
Adam Sikora – I, Olga (Já, Olga Hepnarová)
Štěpán Kučera – Nikdy nejsme sami
Alexander Šurkala – Polednice

2017 (Verleihung am 10. März 2018)
Vladimír Smutný – Po strništi bos
Diviš Marek – Bába z ledu
Jan Baset Střítežský – Křižáček
Martin Štrba – Milada
Marek Dvořák – Ohne ein Wort zu sagen (Špína)

2018 (Verleihung am 23. März 2019)
Diviš Marek – Hastrman
Martin Štrba – Dolmetscher (Tlumočník)
Tomáš Sysel – Toman
Lukáš Milota – Všechno bude
Vladimír Smutný – Zlatý podraz

2019 (Verleihung am 7. März 2020)
Vladimír Smutný – Nabarvené ptáče
Tomáš Juríček – Amnestie
Martin Žiaran – Na střeše
Martin Štrba – Skleněný pokoj
Lukáš Milota – Staříci

## Preisträger und Nominierungen ab dem Jahr 2020
2020 (Verleihung am 6. März 2021)
Martin Štrba – Charlatan (Šarlatán)
Jan Šťastný – Havel
Martin Žiaran – Herec
Diviš Marek – Krajina ve stínu
Alexander Šurkala – Modelář

2021 (Verleihung am 16. März 2022)
Štěpán Kučera – Zátopek
Lukáš Milota – Atlas ptáků
Jakub Halousek – Lidi Krve
Martin Štrba – Muž se zaječíma ušima
Jan Baset Střítežský – Okupace

2022 (Verleihung am 4. März 2023)
Jan Baset Střítežský – Poslední závod
Dušan Husár – Arvéd
Dušan Husár – BANGER.
Diego Romero Suarez-Llanos – Il Boemo
Federico Cesca – Světlonoc

2023 (Verleihung am 9. März 2024)
Filip Marek – Bod obnovy
Friede Clausz – Bratři
Dušan Husár – Citlivý člověk
Anna Smoroňová – Němá tajemství
Martin Douba – Úsvit